# صیاده، تونس
صیاده (به عربی: صیادة) یک شهر در تونس است که در استان منستیر واقع شده‌است. صیاده ۴٫۵۰ کیلومتر مربع مساحت و ۱۲٬۹۶۲ نفر جمعیت دارد.